# KOD (singolo)
KOD è un singolo del rapper statunitense J. Cole,  pubblicato l'8 maggio 2018 come primo estratto dall'album omonimo.

## Successo commerciale
Dopo la prima settimana dalla pubblicazione, KOD ha debuttato alla posizione numero 10 della Billboard Hot 100. Il brano infranse il record di stream giornalieri di Spotify negli Stati Uniti, registrando 4.2 milioni di stream, battendo di fatto il record precedentemente stabilito da Taylor Swift con Look What You Made Me Do.
Nel dicembre 2018, Billboard ha classificato KOD come la 64ª canzone migliore del 2018.

## Tracce
1. KOD – 3:11 (J. Cole)

## Classifiche

### Classifiche settimanali
| Classifica (2018)         | Posizione massima |
| ------------------------- | ----------------- |
| Australia                 | 20                |
| Austria                   | 70                |
| Belgio (Fiandre)          | 24                |
| Canada                    | 12                |
| Irlanda                   | 41                |
| Nuova Zelanda             | 10                |
| Paesi Bassi               | 69                |
| Regno Unito               | 17                |
| Stati Uniti               | 10                |
| Stati Uniti (R&B/Hip-Hop) | 7                 |
| Stati Uniti (Rhythmic)    | 13                |
| Svizzera                  | 42                |

### Classifiche di fine anno
| Classifica (2018)         | Posizione |
| ------------------------- | --------- |
| Stati Uniti (R&B/Hip-Hop) | 68        |